# Будущее нации
Бу́дущее на́ции (араб. حزب مستقبل وطن‎) — политическая партия в Египте. Образована в 2014 году сотрудниками управления военной разведки Египта. Председателем партии является Ашраф Рашад.
В настоящее время является одной из крупнейших партий страны. Выступает в поддержку армии и президента ас-Сиси.